# Ärlengletscher
Der Ärlengletscher liegt oberhalb von Guttannen im Schweizer Kanton Bern und umfasst einen Höhenbereich von 2600 bis 3050 m ü. M.
Er befindet sich auf der Ostseite des Verbindungsgrates zwischen dem Steinlouwihorn (3161 m) und dem Ritzlihorn (3277 m). Nördlich wird er durch das Ärlengrätli begrenzt. Der Ärlengletscher ist ein kleiner Kargletscher. Er zerfiel um das Jahr 2020 in einen südlichen und einen nördlichen Teil.